# Fedayi San

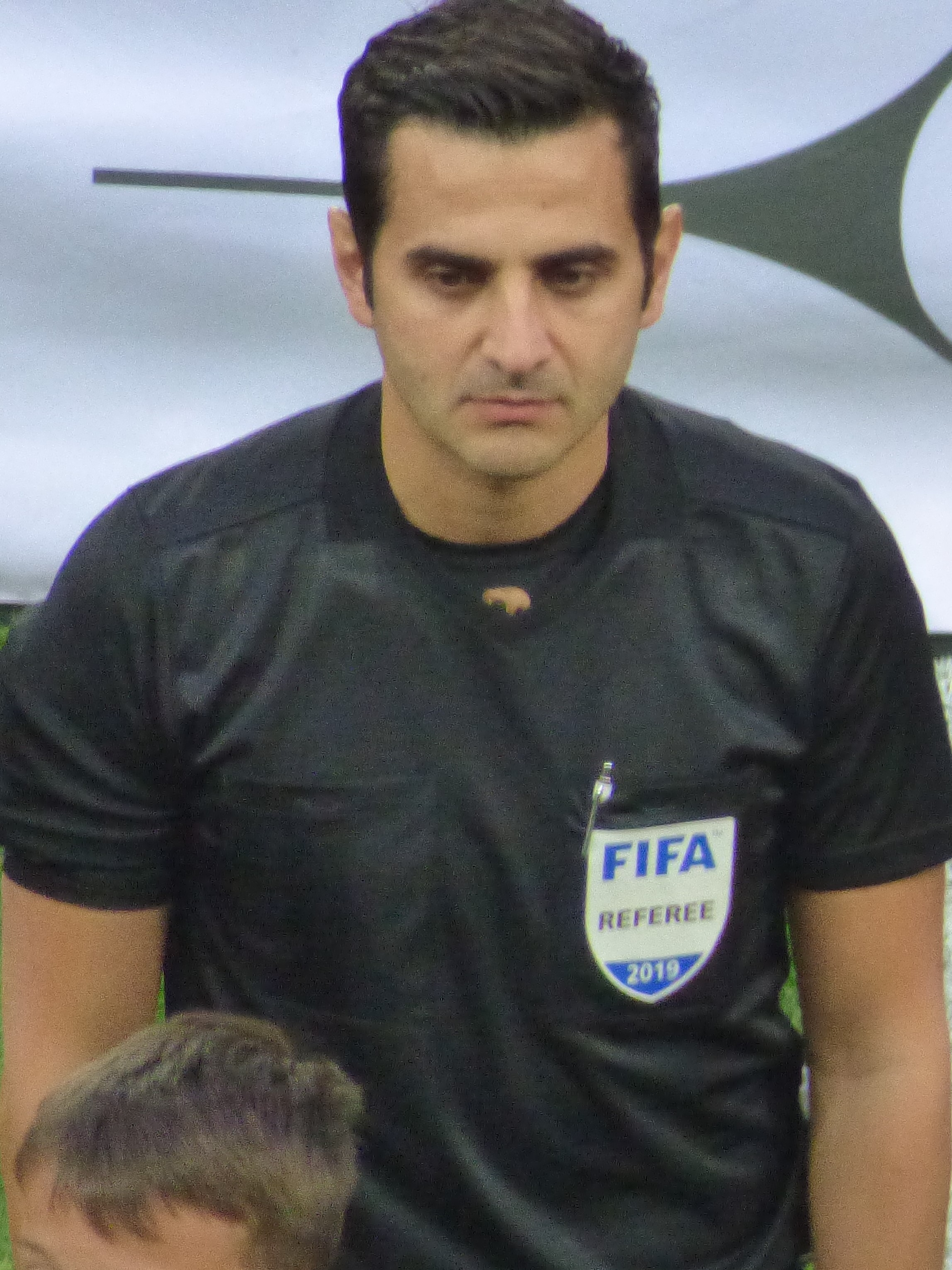
Fedayi San, 2019

Fedayi San (* 11. November 1982 in Brugg, Windisch) ist ein Schweizer Fußballschiedsrichter. Er steht seit 2015 auf der FIFA-Liste.

## Ausbildung und Leben
Fedayi San startete seine berufliche Laufbahn mit einer Lehre als Haustechniker/Sanitär und bildete sich im CAD zum Planer weiter. Er lebt mit seiner Frau und seinen Kindern in Birmensdorf.

## Karriere als Schiedsrichter
Mit 19 Jahren begann Fedayi San beim FC Windisch als Schiedsrichter zu fungieren. Drei Jahre später pfiff er bereits in der 1. Liga. Im Jahr 2010 erhielt er sein erstes Spielaufgebot in der Challenge League, der zweithöchsten Schweizer Spielklasse. Noch in der gleichen Saison durfte er als Schiedsrichter bei einem Super-League-Spiel GCZ gegen den FC Thun einspringen dies, weil Cyril Zimmermann aus gesundheitlichen Gründen kurzfristig ausgefallen ist. Nachdem er ein sehr erfolgreiches Spiel geleitete hat, wird er seit 2011 als Schiedsrichter auch in der obersten Spielklasse verpflichtet. Einen Höhepunkt seiner nationalen Schiedsrichterlaufbahn markiert die Nominierung für das Schweizer Cup-Finale 2018/19 zwischen dem FC Basel und dem FC Thun.
Seit 2015 ist San FIFA-Schiedsrichter. Sein internationales Debüt gab er bei einem U17 EM-Qualifikationsspiel zwischen Ukraine U17 und Finnland U17. Es folgten weitere internationale Spiele bis hin zu seiner ersten UEFA-Champions-League-Qualifikation zwischen Hibernians Paola und dem FC Infonet Tallinn. Darauf folgte sein erstes Spiel in der UEFA Nations League D Armenien gegen Gibraltar. Sein erstes A-Länderspiel leitete er im Juni 2018 beim Freundschaftsspiel zwischen Tunesien und der Türkei. Seitdem wird er regelmäßig mit Spielleitungen in der Gruppenphase der Europa League und den Qualifikationsrunden der Champions League betraut. Zusammen mit Sandro Schärer gab er im Oktober 2020 anlässlich der Partie zwischen dem FC Barcelona und Ferencváros Budapest sein Debüt als vierter Offizieller in der Gruppenphase der Champions League.
Im Rahmen verschiedener Austauschprogramme des Schweizerischen Fussballverbands SFV, pfiff er unter anderem in der Qatar Stars League das Spiel zwischen Al-Rayyan Sports-Club und Al Gharafa Sports Club. Zudem durfte er bereits Einsätze in der österreichischen Bundesliga, der französischen Ligue 2, der Saudi Professional League sowie dem legendären Derby des griechischen Pokalwettbewerbs zwischen Olympiakos Piräus und PAOK Saloniki leisten.
Im April 2024 wurde San als Videoschiedsrichter für die Europameisterschaft 2024 in Deutschland nominiert.

## Nationale und Internationale Turniere und Erfolge
- Finale Schweizer Cup 2019
- Finale Liechtensteiner Cup 2013/14
- Finale FIFA U-20 Fussball-Weltmeisterschaft 2023 in Argentinien als VAR
- Halbfinale FIFA U-17 Fussball-Weltmeisterschaft 2023 in Indonesien als VAR
- Teilnahme UEFA Fussball Europameisterschaft 2024 in Deutschland als VAR
- Finale UEFA Super Cup 2024 in Warschau als AVAR

## Film
2020 erschien der Kurzdokumentarfilm „Das Spiel“ von Schweizerischen Regisseur Roman Hodel. Der Film zeigt die Begegnung des BSC Young Boys daheim in Bern gegen den FC Lugano am 10. September 2017 aus der Sicht des stets wachsamen Schiedsrichters Fedayi San. Zudem werden im Film Aufnahmen anderer Partien gezeigt, während denen San als Schiedsrichter fungieren durfte und dessen Arbeit der Regisseur Hodel mit eindringlicher Intimität porträtiert. Neben diesen Szenen vom Spielfeld zeigt der Regisseur Roman Hodel auch die Emotionen auf den Zuschauerrängen – wo auch San's Vater sitzt, der für das Spiel extra aus der Türkei angereist war.
Der Film feierte seine Weltpremiere an den Filmfestspielen von Venedig 2020 und wurde an diversen Film Festivals mit Auszeichnungen bedacht:
Hamptons Internationale Film Festival 2020
- Auszeichnung als Bester Kurzdokumentarfilm

Toronto International Film Festival 2020
- Nominierung als Bester internationaler Kurzfilm für den Short Cuts Award (Roman Hodel)

Der Schweizerische Kinostart erfolgte am 6. Mai 2021.
Publikationen:
- Limmattaler Zeitung